# William Njobvu
William Njobvu (ur. 4 marca 1987 w Lusace) – zambijski piłkarz grający na pozycji pomocnika.

## Kariera klubowa
Karierę piłkarską Njobvu rozpoczął w klubie Lusaka Dynamos, wywodzącego się ze stolicy kraju, Lusaki. W 2006 roku został członkiem pierwszego zespołu i wtedy też zadebiutował w jego barwach w rozgrywkach zambijskiej Premier League. W 2008 roku zdobył z Dynamos Challenge Cup.
W połowie 2009 roku Njobvu przeszedł do izraelskiego drugoligowca Hapoel Ironi Kirjat Szemona. W sezonie 2011/2012 został z nim mistrzem Izraela. W 2012 roku odszedł do Hapoelu Beer Szewa. Następnie był graczem klubów Enosis Neon Paralimni, Beitar Tel Awiw Ramla, Power Dynamos, Kabwe Warriors, National Assembly i Nkwazi FC. W 2020 przeszedł do Zanaco FC.

## Kariera reprezentacyjna
W 2007 roku Njobvu wraz z reprezentacją Zambii U-20 wystąpił na Mistrzostwach Świata U-20. W dorosłej reprezentacji zadebiutował w 2007 roku. Wcześniej w 2006 roku był rezerwowym w kadrze na Puchar Narodów Afryki 2006. W 2008 roku został powołany do kadry na Puchar Narodów Afryki 2008, na którym wystąpił w jednym spotkaniu, z Kamerunem (1:5). W 2010 roku powołano go na Puchar Narodów Afryki 2010.